# Психијатар
Психијатар је љекар који је прво завршио Медицински факултет, а затим и специјализацију из психијатрије, науке која се бави дијагностиком душевних болести и њиховим лечењем специјализовао психијатрију. Поред рада на клиникама и другим специјализованим установама за психијатрију, психијатри могу бити као дио клиничког процеса процјене запослених на испитивању менталног статуса, медицинском прегледу, снимању мозга, као што су компјутеризована томографија, магнетна резонантна томографија и позитронска емисиона томографија.

## Разлика између психијатра и психолога
Психијатри су љекари који, за разлику од психолога, који не морају бити и љекари, морају процијенити пацијента да би одредили који су симптоми душевне болести резултат физичке болести, комбинације физичке и душевне или строго душевне болести.

## Психијатри који су дали значајан допринос науци
- Алфред Адлер
- Сергеј Корсаков
- Виктор Скумин
- Аугуст Форел
- Виктор Франкл
- Зигмунд Фројд